# Ana Orantes
Ana Orantes Ruiz (Granada, 6 de febrero de 1937- Cúllar Vega, Granada, 17 de diciembre de 1997) fue una mujer española víctima de violencia de género, que expuso en una entrevista televisiva la violencia a la que había sido sometida por parte de su exmarido. Trece días después de su testimonio en televisión fue quemada viva por su excónyuge en venganza por haberle puesto públicamente en evidencia. Su asesinato causó verdadera conmoción en la opinión pública, y fue el detonante para que el Gobierno anunciase la reforma del Código Penal en esta materia y para que se intensificara la campaña oficial instando a las víctimas a denunciar su caso.

## Biografía
Ana Orantes Ruiz nació en el seno de un hogar humilde, localizado en la calle Elvira de Granada, el 6 de febrero de 1937. Era la tercera de seis hijos del matrimonio formado por Manuel Orantes, albañil de profesión, y Rosario Ruiz, modista y dependienta de una tienda de chucherías. Debido a las penurias económicas de su familia, Ana no pudo ser escolarizada y desde los nueve años de edad ya ayudaba a la economía familiar, ejerciendo como costurera.
Contaba con diecinueve años cuando conoció a José Parejo Avivar, nacido en Alcazarquivir, en el protectorado español de Marruecos, el 28 de septiembre de 1935, en una celebración de un Corpus de Granada. Al poco de su primer encuentro, aceptó iniciar un romance con Parejo para darle celos a un antiguo novio. Por otro lado, él deseaba emanciparse de sus progenitores, algo que conseguiría si se casaba de inmediato. Con tal fin, Parejo aceleró su casamiento con Orantes, amenazándola con difundir rumores sobre ella si se negaba. Después de tres meses de noviazgo y a pesar de la oposición de los padres de ella, contrajeron matrimonio a finales de 1956. Los recién casados se instalaron en el domicilio de los padres de él, en donde residirían durante tres años. Fruto de su unión, nacieron once hijos, de los cuales tres perecieron.
Tres meses posteriores al enlace, se quedó embarazada de su primogénito, pero entonces fue víctima del primer ataque de los numerosos que sufriría durante los próximos cuarenta años de vida en común. Su marido le asestó una bofetada justo después de que ella le contara que acababa de venir de casa de sus padres de recoger unas sábanas. Al escucharla gritar, su suegro José Parejo entró corriendo en la habitación preguntando que había ocurrido. Orantes le respondió que no sabía por qué Parejo la había abofeteado, de modo que el padre de su marido la defendió golpeando a su hijo. Sin embargo, su suegra Encarnación Avivar, después de ser informada del incidente por su marido, opinaba de forma completamente distinta: «la bese o le pegue no es asunto nuestro». Incluso sus suegros también terminaron por violentarla con el paso del tiempo.

### Años de maltrato
Ana Orantes vivió cuatro décadas subyugada a un marido alcohólico y agresivo. Éste la sometía a malos tratos con asiduidad, tales como agarrarla del pelo para estrellarla contra una pared, propinarle patadas en el estómago, puñetazos, patadas, bofetones, cogerla por el cuello para estrangularla, proferirle gritos e insultos o hasta sentarla en una silla para ser sacudida con un palo hasta obligarla a darle la razón, siendo cualquier motivo «fundamento suficiente» para ello —como cocinar la comida muy caliente o demasiado fría—. A veces, después de maltratarla, le rogaba entre lágrimas que lo perdonase, prometiéndole falsamente que no le volvería a pegar.
No sólo ella sufría. Sus ocho hijos supervivientes, tres mujeres y cinco hombres con edades comprendidas entre los diecinueve y cuarenta años en el momento del asesinato de su madre en 1997, habían crecido entre hostigamientos, desprecios y villanías, aparte de ser testigos directos de las crueldades de su padre. El progenitor expulsó de la vivienda familiar a muchos de ellos durante su adolescencia. Ana, la segunda, apresuró su boda con sólo catorce años, bajo el objetivo de librarse de su padre e impedir que la violase —algo que él tanteaba desde que la menor cumpliera ocho años, a base de tocamientos en los muslos—. Sus manoseos indebidos los extendería a su hija Rosario y, décadas posteriores, a una nieta.  En cuanto pudo, la segunda hija auxilió a algunos de sus hermanos. Se llevó a Charo, a los doce años, y a Jesús, con catorce. José se casaría a los diecisiete, Alberto, con dieciocho, y Rafael, el que más tiempo esperó, a la edad de veinte. Ana Orantes no pudo presentarse a las nupcias de dos de sus hijos porque su marido no se lo había permitido. Cuando el opresor estallaba en cólera, a menudo su mujer e hijos se veían forzados a huir del hogar, aunque después nadie podía acogerlos. Ni siquiera los parientes de la afectada les brindaron cobijo porque, pese a sus iniciales advertencias para que no se comprometiera con Parejo, optaron por no interferir ante esta situación. El menor de todos los hermanos, Francisco Javier, trató de precipitarse desde una ventana cuando tenía siete años.
El hijo menor de la pareja no fue el único miembro de la familia que intentó suicidarse para escapar de las represiones del cabeza de familia. Durante un tiempo, Parejo, quien había trabajado en un taller junto a su padre y más adelante como albañil, perdió su empleo y fue su mujer quien se encargó de sostener económicamente a la familia abriendo al público una tienda de ultramarinos. Un día, mientras la mujer se hallaba fuera de casa regentando dicho establecimiento, su marido aprovechó su ausencia para tratar de abusar sexualmente de su hija Ana, de menos de catorce años. Ésta, en un desesperado arrebato por evitarlo, intentó sin éxito quitarse la vida ingiriendo un bote de pastillas. De forma parecida, Ana Orantes experimentó algunas tentativas suicidas, como tragar masivamente comprimidos, permanecer semanas acostada en cama sin querer comer o abalanzarse a una piscina a sabiendas de que no sabía nadar.
Uno de los objetivos de Parejo fue aislarla socialmente. Con tal pretexto, se mudaban reiteradamente a lugares poco habitados que abandonaban en cuanto comenzaban a poblarse considerablemente, habiendo residido en barrios granadinos como el Albaicín o el Fargue, y por último en el municipio de Cúllar Vega. Siguiendo fielmente esa premisa, la vetó de continuar sus estudios en clases de educación para adultos o de acudir a las bodas de sus hermanos.
Los celos infundados del hombre fueron otra motivación para ensañarse a golpes con Ana. En un ataque, acaecido un mes de agosto de comienzos de la década de 1970, Ana llevó urgentemente al médico a su tercer hijo, de ocho años, porque lo había encontrado gravemente enfermo. Más tarde, se dirigieron a la farmacia para recoger los medicamentos recetados; allí una vecina la alertó de haber visto por la calle a un irritado José Parejo —aparentemente buscándola—. Cuando finalmente madre e hijo volvieron por la tarde al domicilio familiar, su furioso marido no creyó la explicación que ella le dio sobre su ausencia, por lo que arremetió con violencia contra ella delante de todos sus hijos. Según él, su mujer había estado manteniendo encuentros sexuales con otros hombres. En otra ocasión, de camino a casa tras haber estado en una feria del Corpus de Granada, Parejo, furioso porque ella había bailado con un primo de él, la embistió a puñetazos —en plena calle— hasta dejarla inconsciente.
A causa de las convenciones sociales de aquel tiempo, en el transcurso de los primeros años de casados, Ana no denunciaba su calvario ante la policía. Tampoco podía solicitar el divorcio, ya que no sería legal hasta 1981. Cuando visitaba a su madre, Rosario Ruiz, a escondidas de su marido —porque se lo había prohibido tanto a ella como al resto de su familia—, y esta le preguntaba el porqué de los moratones que afeaban su cara, la maltratada le contestaba con evasivas para ocultarle la verdad. Alrededor de 1972, Orantes decidió querellarse contra su marido, llegando a hacerlo hasta quince veces. «Esas son peleas normales en la familia», sería la típica respuesta que la agredida escuchaba por parte de la Guardia Civil. De igual forma, trataría de separarse de su esposo en varias ocasiones a lo largo de los años 80.
Al fin, Orantes logró la disolución nupcial de su consorte en el verano de 1996, aunque el fallo judicial la obligó a seguir habitando con el hombre en el mismo inmueble, situado en la calle Serval de la pedanía de El Ventorrillo, en Cúllar Vega, Granada. Se dividió el chalet para componerlo en dos unidades independientes; la planta alta sería adjudicada para ella, sus dos hijos no emancipados más una nieta, y la baja para su exmarido. La residencia tenía como entrada un espacio común para las dos partes en forma de patio. El abogado que intervino en el proceso de divorcio revelaría, con posterioridad, que fue Orantes quien aceptó compartir la vivienda conyugal con su acosador. Entre las razones estarían el miedo, pues Parejo habría amenazado con prenderla fuego, la imposibilidad de Ana Orantes de hacer frente al pago exigido por Parejo para hacerse con su mitad de la propiedad, y según consideraba su abogado, por lástima.
Tiempo después, Parejo conoció a otra mujer y se ausentaba temporalmente de allí. Pero, de vez en cuando, volvía a su piso inferior y continuaba con el acoso, amenazas y vejaciones contra su familia. Orantes y su hijo quisieron comprarle el apartamento que ocupaba, pero fracasaron las negociaciones. La tormentosa vecindad motivaría que el juez de paz de Cúllar Vega intercediera entre ellos para que se retiraran unas jaulas con animales domésticos que molestaban a Parejo, ya que habían sido instaladas por su hijo cerca de las ventanas del nivel inferior, donde se alojaba su padre. Así transcurrió poco más de un año en el que, según manifestaron posteriormente los vecinos, las peleas y discusiones entre ellos habían sido recurrentes, a pesar de las denuncias que la mujer e hijo interponían contra el maltratador y que casi siempre ganaron.

### Entrevista televisiva
Desesperada por comprobar que su vida prácticamente no había mejorado desde su ruptura matrimonial de José Parejo, el jueves 4 de diciembre de 1997, Ana Orantes asistió al magacín televisivo De tarde en tarde, emitido en Canal Sur y presentado por Irma Soriano, para dar a conocer su martirio personal ante las cámaras de la televisión pública andaluza. Una realidad que muchas mujeres maltratadas sufrían en silencio pero que muy pocas se habían atrevido a confesar. Estuvo acompañada por su hija menor, Raquel Orantes, sentada en la grada de los espectadores invitados.
Durante los aproximadamente treinta y cinco minutos que duró su declaración en el plató, Orantes resumió las agresiones físicas y psicológicas que habían padecido tanto ella como su prole perpetradas por su exmarido. Detalló sus propósitos de pederastia hacia dos de sus tres hijas, sus injustas prohibiciones, la conducta denigrante procedente de su difunta suegra, y los dos episodios violentos ya citados contra su persona, en donde demostró la tiranía y las ansias de dominación de quien sería su asesino. Se quejó de que dos de sus hijos no estuvieran de acuerdo con su decisión de divorciarse de Parejo. Lo único en su favor que ella mencionó fue que él había sido un hombre trabajador. Orantes referiría en su turno de palabra:

[...] Tenía once hijos, no tenía donde irme [...], porque yo no podía irme con mis padres ni con nadie. Yo tenía que aguantarlo, que aguantar que me diera palizas sobre palizas, ¡palizas sobre palizas!, un día sí, otro no y en el del medio. Que me dijera todo lo que él quería [...]. 
Yo le tenía pánico, yo le tenía miedo, yo le tenía horror [...].

Su relato fue muy comentado por los vecinos, la nueva novia de su exmarido rompió su relación con él y todo ello desató la ira del hombre. Según varios testigos que declararon ante la Guardia Civil, él juró vengarse. De acuerdo con la versión de una vecina que habló de este asunto con el agresor, de todo lo narrado por Orantes, lo que más indignó a Parejo fue que dijera que ella había mantenido económicamente a la familia, vendiendo alimentos en una tienda de comestibles, mientras él estaba desempleado.
Más tarde, vecinos de la localidad granadina aseguraron que la víctima temía por su vida en los últimos días después de haber aparecido en televisión.

### Asesinato
En la mañana del miércoles 17 de diciembre de 1997, trece días después de la retransmisión de la entrevista televisada, Ana Orantes se marchó con sus consuegros para realizar unas compras. Llegó de vuelta a su chalé en torno a las 14:00 h.
Por su parte, José Parejo viajó a Santa Fe para recibir la comunicación de que había sido denunciado nuevamente, después jugó una primitiva, compró tabaco y partió a su planta baja del chalet. Allí se dispuso a limpiar un rotocultor, cuyo depósito llenó con gasolina. Para ello, se ayudó de un recipiente de plástico que, una vez usado, aún albergaba unos 1,5 litros de gasolina sobrante. La misma que él le lanzaría a Orantes poco después.
Entre las 13:45 y 14:35, Parejo, desde su piso inferior del inmueble, vigiló la llegada de Orantes al mismo, caminando a través del jardín comunal para subir a su piso superior, y así descargar las bolsas que acarreaba de la compra. Estando la mujer de espaldas —impidiendo así cualquier reacción defensiva—, él se le aproximó sigilosamente, desde una distancia de entre 3 y 8 metros, para arrojarle el carburante inflamable contenido en el mismo envase que había utilizado previamente. Al rociárselo, éste se derramó sobre la espalda de Ana Orantes, mojando su ropa. A continuación, Parejo le acercó un mechero encendido, iniciándose una rápida combustión que ocasionó la caída al suelo de su exmujer ya envuelta en llamas, perdiendo la consciencia y desplomándose en posición lateral izquierda. Tras asegurarse de la muerte de su víctima, el hombre huyó del lugar del crimen mientras la mujer aún ardía en el incendio provocado.
Su nieta, de unos doce años, que volvía del colegio poco después, fue quien halló el cadáver de su abuela calcinándose, alertó inmediatamente a los vecinos y estos llamaron a la policía. Cuando la Guardia Civil arribó y apagó el fuego sobre Ana Orantes, ya no se pudo hacer nada por salvarla. La autoridad policial activó un protocolo de busca y captura para detener al asesino, que se había dado a la fuga, aunque inicialmente se había dirigido al cuartel de la Guardia Civil en Las Gabias, encontrándolo cerrado. Dos horas y media después se entregó y fue trasladado a las dependencias cuartelarias.
Ana Orantes sucumbió a quemaduras muy graves de sexto grado en la columna vertebral, de quinto grado en cabeza, cuello y zona derecha de la espalda, de cuarto grado en tórax y abdomen, y de segundo grado en cadera y miembros inferiores, causándole un shock neurógeno y una isquemia cerebral que acabaron con su vida en pocos segundos. Tenía sesenta años.
Ana Orantes está enterrada en el Patio de San Juan del Cementerio de San José de Granada, su ciudad natal.

### Juicio contra José Parejo
El 9 de diciembre de 1998, doce meses después del asesinato, se celebró la primera sesión del proceso judicial contra José Parejo en la Audiencia Provincial de Granada. Antes del inicio del mismo, asociaciones de mujeres y colectivos feministas se manifestaron para reivindicar justicia y repudiar el maltrato doméstico. El acusado reconoció la autoría de los hechos, aunque aseveró que el detonante de su actuación se debió a que Orantes lo había increpado, cuando ambos coincidieron en el acceso común de donde convivían. También manifestó que intentó socorrerla mientras era abrasada por el fuego que él le había prendido. Tales alegatos acerca del insulto y el posterior auxilio serían desestimados por el fiscal e inculpantes dos días más tarde.
En la segunda audiencia judicial, oficiada el 10 de diciembre, el jurado visionó en un monitor de televisión la grabación audiovisual del testimonio de la víctima que había sido televisado hacía un año. Tres de los hijos testificaron contra su padre confirmando haber presenciado sus atroces palizas y humillaciones hacia su madre, así como las agresiones que ellos mismos recibieron, más sus asaltos incestuosos con las hijas. En la ponencia del juez de paz de Cúllar Vega, Gerardo Moreno Calero, quien había mediado entre la expareja con los litigios de los últimos tiempos, opinó que la intervención televisiva de Orantes, en donde lo había denunciado públicamente de todas sus fechorías, fue la razón por la que él la mató como acto de venganza, puesto que el propio uxoricida había comunicado a Moreno, el día anterior a la tragedia, que estaba furioso por las acusaciones de ella en televisión.
El 11 de diciembre, el último día de la vista oral, el procesado expresó su deseo de ser ejecutado. Las acusaciones solicitaron la pena de veintidós años, al incluir el agravante de ensañamiento. En contraste, su defensa abogó por su absolución o, como máximo, una encarcelamiento de tres años por un homicidio consumado bajo un trastorno mental transitorio. El juicio terminó listo para veredicto.
El martes 15 de diciembre de 1998, el magistrado Eduardo Rodríguez Cano de la Audiencia Provincial granadina, sentenció a José Parejo Avivar a una pena de diecisiete años de prisión, más el pago de una indemnización de 30 millones de pesetas (180 000 euros en la actualidad) en favor de sus hijos. Asimismo, cuando este recuperase de nuevo su libertad tras concluir su condena, la resolución lo obligaba a consumar un destierro de dos años de la localidad en la que vivieran sus descendientes. El fallo admitió como atenuante su confesión del crimen ante las autoridades policiales poco después de cometerlo. El victimario fue notificado de su dictamen condenatorio en su centro penitenciario, a través de sus abogados, dado que Parejo se negó a comparecer a la lectura del jurado popular, que había tardado 24 horas en su deliberación.
A comienzos de 2004, el condenado instó a la prisión de Albolote, en donde efectuaba su sentencia, la libertad provisional, pero le fue denegada en marzo del mismo año para prevenir la probable alarma social que suscitase. El 15 de noviembre de aquel año, casi siete años después del homicidio, José Parejo murió, a los sesenta y nueve años, en el Hospital Ruiz de Alda de Granada tras un infarto de miocardio sufrido en la citada cárcel. Sus restos mortales fueron incinerados. Ninguno de sus ocho hijos, tres de los cuales habían alterado sus apellidos para figurar solo con el su madre, se personaron en el entierro de su padre. No obstante, uno de ellos, Alberto, lo había visitado durante su estancia carcelaria.

## Repercusión
El asesinato de Ana Orantes cambió la percepción de la sociedad sobre la violencia contra la mujer. A consecuencia de ello, la legislación española se modificó para intentar poner fin a la violencia. A pesar de que Álvarez Cascos, vicepresidente del Gobierno, tildó el asunto de "un caso aislado obra de un excéntrico", el Gobierno del Partido Popular aprobó unos meses después un Plan de Acción Contra la Violencia Doméstica. En su marco se modifica el Código Penal y la ley de enjuiciamiento criminal con el fin de incluir el delito de “violencia psíquica ejercida con carácter habitual” y una “nueva medida cautelar que permita el distanciamiento físico entre el agresor y la víctima” (Ley 14/1999).
Tras un largo proceso de diagnóstico de las causas de esta violencia, el Parlamento español, durante el gobierno de José Luis Rodríguez Zapatero, aprobó por unanimidad la Ley Orgánica de Medidas de Protección Integral contra la Violencia de Género —Ley Orgánica 1/2004—.
En 1998 su vida fue contada en el episodio "La cruz de fuego" del programa mexicano Mujer, casos de la vida real, bajo la producción de Silvia Pinal, con Patricia Reyes Spíndola y Ernesto Ýañez, como Ana y su pareja, José.

## Memorias
En el pueblo granadino de Cúllar Vega, donde Orantes fue asesinada, se erigió un monumento en forma de monolito en recuerdo de Ana Orantes y Encarnación Rubio, ambas víctimas mortales de la violencia machista. Cada año, el 25 de noviembre, se celebra junto a este monolito el acto institucional municipal del Día Internacional de la Eliminación de la Violencia contra la Mujer, con lectura del manifiesto aprobado en el pleno consistorial, y la intervención de asociaciones y los diferentes sectores de la comunidad educativa de Cúllar Vega.
La periodista y feminista Nuria Varela publicó en 2012 un libro titulado La voz ignorada. Ana Orantes y el fin de la impunidad con el deseo de «homenajear a una mujer que perdió su vida por la verdad y que, gracias a su valentía, consiguió sacudir la conciencia de un país, modificar sus leyes, romper el silencio e introducir en el debate público y la agenda política lo que hasta entonces era una cuestión circunscrita al ámbito privado».
En diciembre de 2017, al celebrarse el vigésimo aniversario del asesinato, su hija Raquel Orantes, miembro de honor de la Plataforma de Mujeres Artistas contra la Violencia de Género, honró la memoria de su madre divulgando una carta que estaba dirigida simbólicamente a la fallecida. En la misiva, además de añorarla y lamentar su destino, destacó la trascendencia de su caso en la batalla colectiva contra la violencia machista.
Los ayuntamientos de Cúllar Vega y La Zubia —ambos en el Área metropolitana de Granada— pusieron el nombre de Ana Orantes a sendas calles. En diciembre de 2018 el ayuntamiento de Sevilla aprueba también dedicarle una calle en la ciudad. En marzo de 2019 hace lo propio el pleno del pueblo de Gilena, Sevilla.
En julio de 2024 Adelante Andalucía registró una iniciativa para honrar a Ana Orantes mediante la creación de un busto que estaría situado en el Parlamento de Andalucía.

## Inexactitudes en medios informativos
Algunos medios de comunicación suelen afirmar, con relativa frecuencia, que Ana Orantes fue la primera mujer española que visitó un programa de televisión para denunciar abiertamente los malos tratos infligidos a manos de su exmarido. Sin embargo, con anterioridad a Orantes, algunas mujeres en España ya habían recurrido a la televisión con ese mismo propósito. Incluso la propia Orantes, durante su confesión televisada, diría «Yo he estado cuarenta años como esta señora», —aludiendo a otra invitada, sentada a su lado, que había desvelado en el plató un drama similar al suyo antes que ella—. Si bien es cierto que su asesinato se convirtió en el primero conocido, en territorio español, como consecuencia de una acusación televisiva de abusos conyugales.  
Otra desinformación, que a veces se repite en determinados medios, trata sobre la descripción del modus operandi en que José Parejo asesinó a su exmujer. En ocasiones, se ha alegado que él la golpeó produciéndole la pérdida del conocimiento, la arrastró para amarrarla a una silla, la humedeció con gasolina y finalmente la quemó viva a lo bonzo. Todo ello en presencia de un hijo de unos catorce años. No obstante, en el veredicto de culpabilidad dictaminado en el enjuiciamiento del criminal, se determinaron como hechos probados únicamente el vertido del combustible inflamable sobre la espalda de la víctima y su posterior carbonización todavía con vida. Ningún hijo estuvo presente durante la ejecución del crimen, fue una nieta quien descubrió el delito ya cometido.